# Liste des mille-pattes en France métropolitaine

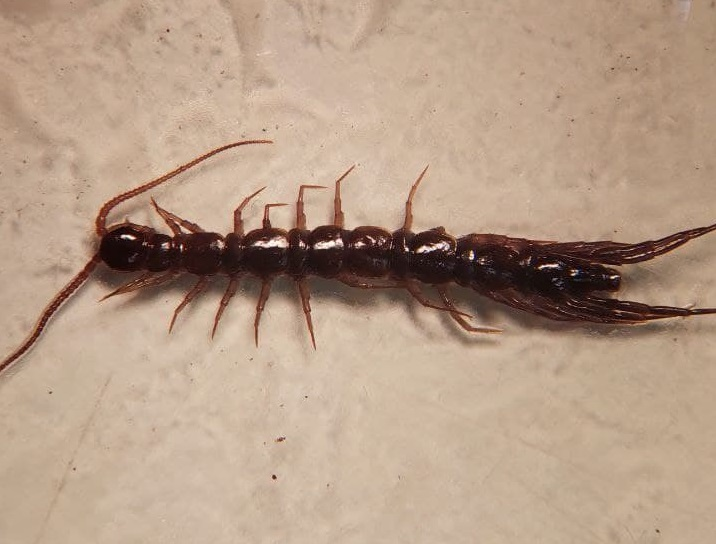
Un Lithobie scélérat (Lithobius latro), l'une des quatre espèces de mille-pattes en danger critique de disparition sur le territoire français.

La liste des mille-pattes en France métropolitaine recense les espèces de mille-pattes présentes à l'état sauvage en France métropolitaine et en Corse. Ces espèces, au nombre de 155, sont classées par familles.

## Statuts des listes rouges de l'UICN
Statuts de la liste rouge des espèces menacées en France :

| Symbole | Statut                      |
| ------- | --------------------------- |
| (EX)    | Éteinte au niveau mondial   |
| (EW)    | Éteinte à l'état sauvage    |
| (RE)    | Disparue au niveau régional |
| (CR)    | En danger critique          |
| (EN)    | En danger                   |
| (VU)    | Vulnérable                  |
| (NT)    | Quasi menacée               |
| (LC)    | Préoccupation mineure       |
| (DD)    | Données insuffisantes       |
| (NA)    | Non applicable              |

Statuts de la liste rouge des espèces menacées au niveau mondial :

| Symbole | Statut                    |
| ------- | ------------------------- |
| (EX)    | Éteinte au niveau mondial |
| (EW)    | Éteinte à l'état sauvage  |
| (CR)    | En danger critique        |
| (EN)    | En danger                 |
| (VU)    | Vulnérable                |
| (NT)    | Quasi menacée             |
| (LC)    | Préoccupation mineure     |
| (DD)    | Données insuffisantes     |
| (NE)    | Non évaluées              |

## Liste des espèces
Cette liste a été publié en juin 2025 :

### Famille:Cryptopidae(7 espèces)
| Photo                  | Noms français / (scientifique)                  | Statut en France | Statut IUCN |
| ---------------------- | ----------------------------------------------- | ---------------- | ----------- |
|                        | Grand Cryptops (Cryptops anomalans)             | (LC)             | (NE)        |
|                        | Cryptops des jardins (Cryptops hortensis)       | (LC)             | (NE)        |
| Illustration manquante | Cryptops lobé (Cryptops lobatus)                | (NT)             | (NE)        |
|                        | Cryptops de Paris (Cryptops parisi)             | (LC)             | (NE)        |
| Illustration manquante | Cryptops à trois sillons (Cryptops trisulcatus) | (LC)             | (NE)        |
| Illustration manquante | Cryptops ombrien (Cryptops umbricus)            | (LC)             | (NE)        |
| Illustration manquante | Cryptops de la Riviéra (Cryptops sublitoralis)  | (DD)             | (NE)        |

### Famille:Dignathodontidae(6 espèces)
| Photo                  | Noms français / (scientifique)                        | Statut en France | Statut IUCN |
| ---------------------- | ----------------------------------------------------- | ---------------- | ----------- |
| Illustration manquante | Dignathodon à petite tête (Dignathodon microcephalus) | (LC)             | (NE)        |
| Illustration manquante | Hénia des plages (Henia bicarinata)                   | (VU)             | (NE)        |
| Illustration manquante | Hénia courte (Henia brevis)                           | (LC)             | (NE)        |
| Illustration manquante | Hénia de Duboscq (Henia duboscqui)                    | (VU)             | (NE)        |
| Illustration manquante | Hénia montagnarde (Henia montana)                     | (DD)             | (NE)        |
|                        | Hénia commune (Henia vesuviana)                       | (LC)             | (NE)        |

### Famille:Geophilidae(34 espèces)
| Photo                  | Noms français / (scientifique)                               | Statut en France | Statut IUCN |
| ---------------------- | ------------------------------------------------------------ | ---------------- | ----------- |
| Illustration manquante | Géophile inattendu (Arctogeophilus inopinatus)               | (LC)             | (NE)        |
| Illustration manquante | Arénophile européen (Arenophilus peregrinus)                 | (DD)             | (NE)        |
| Illustration manquante | Clinopode de la Vésubie (Clinopodes vesubiensis)             | (VU)             | (NE)        |
| Illustration manquante | Endogéophile des Maures (Endogeophilus alberti)              | (DD)             | (NE)        |
| Illustration manquante | Eurygéophile épineux (Eurygeophilus multistiliger)           | (DD)             | (NE)        |
| Illustration manquante | Eurygéophile trapu (Eurygeophilus pinguis)                   | (LC)             | (NE)        |
| Illustration manquante | Galliophile de Saint-Béat (Galliophilus beatensis)           | (VU)             | (NE)        |
| Illustration manquante | Géophile des algues atlantiques (Geophilus algarum)          | (CR)             | (NE)        |
| Illustration manquante | Géophile de l'Estérel (Geophilus bobolianus)                 | (DD)             | (NE)        |
|                        | Géophile carpophage (Geophilus carpophagus)                  | (LC)             | (NE)        |
| Illustration manquante | Géophile de Chalande (Geophilus chalandei)                   | (LC)             | (NE)        |
|                        | Géophile d'Eason (Geophilus easoni)                          | (LC)             | (NE)        |
|                        | Géophile électrique (Geophilus electricus)                   | (LC)             | (NE)        |
|                        | Géophile jaune (Geophilus flavus)                            | (LC)             | (NE)        |
| Illustration manquante | Géophile de Corse (Geophilus fossularum)                     | (DD)             | (NE)        |
| Illustration manquante | Géophile des algues méditerranéennes (Geophilus fucorum)     | (CR)             | (NE)        |
| Illustration manquante | Géophile de Gavoy (Geophilus gavoyi)                         | (LC)             | (NE)        |
| Illustration manquante | Géophile alpin (Geophilus impressus)                         | (LC)             | (NE)        |
| Illustration manquante | Géophile de Joyeux (Geophilus joyeuxi)                       | (LC)             | (NE)        |
| Illustration manquante | Géophile des Osquidates (Geophilus osquidatum)               | (LC)             | (NE)        |
| Illustration manquante | Géophile de Perséphone (Geophilus persephones)               | (CR)             | (NE)        |
| Illustration manquante | Géophile proche (Geophilus proximus)                         | (EN)             | (NE)        |
| Illustration manquante | Géophile petit frère (Geophilus pusillifrater)               | (VU)             | (NE)        |
| Illustration manquante | Géophile pyrénéen (Geophilus pyrenaicus)                     | (LC)             | (NE)        |
| Illustration manquante | Géophile de Ribaut (Geophilus ribauti)                       | (LC)             | (NE)        |
| Illustration manquante | Géophile de Richard (Geophilus richardi)                     | (EN)             | (NE)        |
| Illustration manquante | Géophile de Seurat (Geophilus seurati)                       | (LC)             | (NE)        |
| Illustration manquante | Géophile de Studer (Geophilus studeri)                       | (LC)             | (NE)        |
| Illustration manquante | Géophile tronqué (Geophilus truncorum)                       | (LC)             | (NE)        |
|                        | Géophile ferrugineux (Pachymerium ferrugineum)               | (LC)             | (NE)        |
| Illustration manquante | Pleurogéophile méditerranéen (Pleurogeophilus mediterraneus) | (NT)             | (NE)        |
|                        | Géophile linéaire (Stenotaenia linearis)                     | (LC)             | (NE)        |
| Illustration manquante | Géophile de Sorrente (Stenotaenia sorrentina)                | (DD)             | (NE)        |
| Illustration manquante | Géophile de Poséidon (Tuoba poseidonis)                      | (EN)             | (NE)        |

### Famille:Himantariidae(11 espèces)
| Photo                  | Noms français / (scientifique)                          | Statut en France | Statut IUCN |
| ---------------------- | ------------------------------------------------------- | ---------------- | ----------- |
| Illustration manquante | Himantarielle à écusson (Himantariella scutellaris)     | (DD)             | (NE)        |
| Illustration manquante | Himantarien européen (Himantarium europaeum)            | (DD)             | (NE)        |
|                        | Himantarien de Gabriel (Himantarium gabrielis)          | (LC)             | (NE)        |
| Illustration manquante | Stigmatogastre herculéen (Stigmatogaster arcisherculis) | (DD)             | (NE)        |
| Illustration manquante | Stigmatogastre partagé (Stigmatogaster dimidiata)       | (DD)             | (NE)        |
| Illustration manquante | Stigmatogastre gracile (Stigmatogaster gracilis)        | (LC)             | (NE)        |
| Illustration manquante | Stigmatogastre négligé (Stigmatogaster neglecta)        | (DD)             | (NE)        |
| Illustration manquante | Stigmatogastre de Tuf (Stigmatogaster tufi)             | (DD)             | (NE)        |
| Illustration manquante | Stigmatogastre sarde (Stigmatogaster sardoa)            | (DD)             | (NE)        |
| Illustration manquante | Stigmatogastre basque (Stigmatogaster souletina)        | (VU)             | (NE)        |
|                        | Stigmatogastre commun (Stigmatogaster subterranea)      | (LC)             | (NE)        |

### Famille:Linotaeniidae(5 espèces)
| Photo                  | Noms français / (scientifique)                      | Statut en France | Statut IUCN |
| ---------------------- | --------------------------------------------------- | ---------------- | ----------- |
| Illustration manquante | Strigamie acuminée (Strigamia acuminata)            | (LC)             | (NE)        |
| Illustration manquante | Strigamie commune (Strigamia carniolensis)          | (LC)             | (NE)        |
| Illustration manquante | Strigamie des Alpes cottiennes (Strigamia cottiana) | (EN)             | (NE)        |
| Illustration manquante | Strigamie à pattes épaisses (Strigamia crassipes)   | (DD)             | (NE)        |
|                        | Strigamie maritime (Strigamia maritima)             | (LC)             | (NE)        |

### Famille:Lithobiidae(69 espèces)
| Photo                  | Noms français / (scientifique)                              | Statut en France | Statut IUCN |
| ---------------------- | ----------------------------------------------------------- | ---------------- | ----------- |
| Illustration manquante | Eupolybothre à grosses pattes (Eupolybothrus grossipes)     | (EN)             | (NE)        |
| Illustration manquante | Eupolybothre impérial (Eupolybothrus imperialis)            | (DD)             | (NE)        |
|                        | Eupolybothre à longues antennes (Eupolybothrus longicornis) | (LC)             | (NE)        |
|                        | Eupolybothre à antennes glabres (Eupolybothrus nudicornis)  | (LC)             | (NE)        |
| Illustration manquante | Eupolybothre tridenté (Eupolybothrus tridentinus)           | (EN)             | (NE)        |
| Illustration manquante | Harpolithobie typique (Harpolithobius anodus)               | (DD)             | (NE)        |
| Illustration manquante | Lithobie d'Aberlenc (Lithobius aberlenci)                   | (NT)             | (NE)        |
| Illustration manquante | Lithobie acuminé (Lithobius acuminatus)                     | (DD)             | (NE)        |
| Illustration manquante | Lithobie rouillé (Lithobius aeruginosus)                    | (LC)             | (NE)        |
| Illustration manquante | Lithobie agile (Lithobius agilis)                           | (LC)             | (NE)        |
| Illustration manquante | Lithobie d'Aitone (Lithobius aidonensis)                    | (LC)             | (NE)        |
| Illustration manquante | Lithobie troglophile basque (Lithobius alavicus)            | (DD)             | (NE)        |
| Illustration manquante | Lithobie aveugle de Bigorre (Lithobius allotyphlus)         | (VU)             | (NE)        |
| Illustration manquante | Lithobie myope ambulant (Lithobius ambulotentus)            | (EN)             | (NE)        |
| Illustration manquante | Lithobie de Blanchard (Lithobius blanchardi)                | (LC)             | (NE)        |
| Illustration manquante | Lithobie boréal (Lithobius borealis)                        | (LC)             | (NE)        |
| Illustration manquante | Lithobie à soies spatulées (Lithobius bostryx)              | (VU)             | (NE)        |
| Illustration manquante | Lithobie de Corse (Lithobius brandensis)                    | (DD)             | (NE)        |
| Illustration manquante | Lithobie de Brustel (Lithobius brusteli)                    | (VU)             | (NE)        |
| Illustration manquante | Lithobie à verrue (Lithobius calcaratus)                    | (LC)             | (NE)        |
| Illustration manquante | Lithobie châtain (Lithobius castaneus)                      | (LC)             | (NE)        |
| Illustration manquante | Lithobie cavernicole du Couserans (Lithobius cavernicolus)  | (LC)             | (NE)        |
|                        | Lithobie de Cherpinède (Lithobius cherpinedensis)           | (VU)             | (NE)        |
| Illustration manquante | Lithobie à pattes courtes (Lithobius curtipes)              | (NT)             | (NE)        |
|                        | Lithobie à pattes épaisses (Lithobius crassipes)            | (LC)             | (NE)        |
| Illustration manquante | Lithobie des cryptes (Lithobius crypticola)                 | (LC)             | (NE)        |
| Illustration manquante | Lithobie de Delfosse (Lithobius delfossei)                  | (LC)             | (NE)        |
|                        | Lithobie denté (Lithobius dentatus)                         | (LC)             | (NE)        |
| Illustration manquante | Lithobie de Derouet (Lithobius derouetae)                   | (NT)             | (NE)        |
|                        | Lithobie à tête rouge (Lithobius erythrocephalus)           | (DD)             | (NE)        |
| Illustration manquante | Lithobie de Fagniez (Lithobius fagniezi)                    | (EN)             | (NE)        |
|                        | Lithobie à pinces (Lithobius forficatus)                    | (LC)             | (NE)        |
| Illustration manquante | Lithobie d'Henrot (Lithobius henroti)                       | (DD)             | (NE)        |
| Illustration manquante | Lithobie de Jeannel (Lithobius jeanneli)                    | (VU)             | (NE)        |
| Illustration manquante | Lithobie des pierres (Lithobius lapidicola)                 | (LC)             | (NE)        |
|                        | Lithobie scélérat (Lithobius latro)                         | (CR)             | (NE)        |
| Illustration manquante | Lithobie de Lemaire (Lithobius lemairei)                    | (DD)             | (NE)        |
| Illustration manquante | Lithobie lucifuge (Lithobius lucifugus)                     | (LC)             | (NE)        |
| Illustration manquante | Lithobie maigre (Lithobius macilentus)                      | (LC)             | (NE)        |
| Illustration manquante | Lithobie de Mélanie (Lithobius melanieae)                   | (DD)             | (NE)        |
|                        | Lithobie masqué (Lithobius melanops)                        | (LC)             | (NE)        |
| Illustration manquante | Lithobie aux petites pattes (Lithobius micropodus)          | (EN)             | (NE)        |
|                        | Lithobie minuscule (Lithobius microps)                      | (LC)             | (NE)        |
| Illustration manquante | Lithobie des montagnes pyrénéennes (Lithobius mononyx)      | (LC)             | (NE)        |
| Illustration manquante | Lithobie changeant (Lithobius mutabilis)                    | (EN)             | (NE)        |
| Illustration manquante | Lithobie mutique (Lithobius muticus)                        | (LC)             | (NE)        |
| Illustration manquante | Lithobie niçois (Lithobius nicoeensis)                      | (LC)             | (NE)        |
| Illustration manquante | Lithobie de plomb (Lithobius pelidnus)                      | (LC)             | (NE)        |
| Illustration manquante | Lithobie pérégrin (Lithobius peregrinus)                    | (DD)             | (NE)        |
| Illustration manquante | Lithobie sombre (Lithobius piceus)                          | (LC)             | (NE)        |
| Illustration manquante | Lithobie pilicorne (Lithobius pilicornis)                   | (LC)             | (NE)        |
| Illustration manquante | Lithobie de Ponel (Lithobius poneli)                        | (VU)             | (NE)        |
| Illustration manquante | Lithobie pygmée (Lithobius pygmaeus)                        | (VU)             | (NE)        |
| Illustration manquante | Lithobie des garrigues (Lithobius pyrenaicus)               | (LC)             | (NE)        |
| Illustration manquante | Lithobie de Racovitza (Lithobius racovitzai)                | (DD)             | (NE)        |
| Illustration manquante | Lithobie de Raffaldi (Lithobius raffaldii)                  | (VU)             | (NE)        |
| Illustration manquante | Lithobie de Ribaut (Lithobius ribauti)                      | (LC)             | (NE)        |
| Illustration manquante | Lithobie de la Riviéra (Lithobius salicis)                  | (DD)             | (NE)        |
| Illustration manquante | Lithobie scotophile (Lithobius scotophilus)                 | (VU)             | (NE)        |
| Illustration manquante | Lithobie souterrain (Lithobius speluncarum)                 | (LC)             | (NE)        |
| Illustration manquante | Lithobie subtil (Lithobius subtilis)                        | (NT)             | (NE)        |
| Illustration manquante | Lithobie de Steffen (Lithobius steffeni)                    | (LC)             | (NE)        |
| Illustration manquante | Lithobie ténébreux (Lithobius tenebrosus)                   | (VU)             | (NE)        |
| Illustration manquante | Lithobie à trois éperons (Lithobius tricuspis)              | (LC)             | (NE)        |
| Illustration manquante | Lithobie troglodyte (Lithobius troglodytes)                 | (LC)             | (NE)        |
| Illustration manquante | Lithobie aveugle du Roussillon (Lithobius typhlus)          | (NT)             | (NE)        |
| Illustration manquante | Lithobie robuste (Lithobius validus)                        | (NT)             | (NE)        |
| Illustration manquante | Lithobie du Valais (Lithobius valesiacus)                   | (LC)             | (NE)        |
|                        | Lithobie bariolé (Lithobius variegatus)                     | (NT)             | (NE)        |

### Famille:Mecistocephalidae(2 espèces)
| Photo                  | Noms français / (scientifique)                          | Statut en France | Statut IUCN |
| ---------------------- | ------------------------------------------------------- | ---------------- | ----------- |
| Illustration manquante | Mecistocéphale de Guilding (Mecistocephalus guildingii) | (NA)             | (NE)        |
|                        | Tygarrup de Java (Tygarrup javanicus)                   | (NA)             | (NE)        |

### Famille:Schendylidae(11 espèces)
| Photo                  | Noms français / (scientifique)                     | Statut en France | Statut IUCN |
| ---------------------- | -------------------------------------------------- | ---------------- | ----------- |
| Illustration manquante | Schendyle sous-marine (Hydroschendyla submarina)   | (LC ?)           | (NE)        |
| Illustration manquante | Schendyle armée (Schendyla armata)                 | (EN)             | (NE)        |
| Illustration manquante | Schendyle de Carniole (Schendyla carniolensis)     | (LC ?)           | (NE)        |
| Illustration manquante | Schendyle à forcipules dentés (Schendyla dentata)  | (DD)             | (NE)        |
| Illustration manquante | Schendyle méditerranéenne (Schendyla mediterranea) | (LC ?)           | (NE)        |
| Illustration manquante | Schendyle de Monod (Schendyla monodi)              | (NT)             | (NE)        |
| Illustration manquante | Schendyle de Monaco (Schendyla monoeci)            | (DD)             | (NE)        |
| Illustration manquante | Schendyle commune (Schendyla nemorensis)           | (LC)             | (NE)        |
| Illustration manquante | Schendyle de Peyerimhoff (Schendyla peyerimhoffi)  | (LC)             | (NE)        |
| Illustration manquante | Schendyle montagnarde (Schendyla tyrolensis)       | (DD)             | (NE)        |
| Illustration manquante | Schendyle de Vizzavona (Schendyla vizzavonae)      | (LC)             | (NE)        |

### Famille:Scolopendridae(2 espèces)
| Photo | Noms français / (scientifique)                | Statut en France | Statut IUCN |
| ----- | --------------------------------------------- | ---------------- | ----------- |
|       | Scolopendre ceinturée (Scolopendra cingulata) | (LC)             | (NE)        |
|       | Scolopendre d'Oran (Scolopendra oraniensis)   | (LC)             | (NE)        |

### Famille:Scutigeridae(1 espèce)
| Photo | Noms français / (scientifique)           | Statut en France | Statut IUCN |
| ----- | ---------------------------------------- | ---------------- | ----------- |
|       | Scutigère véloce (Scutigera coleoptrata) | (LC)             | (NE)        |